# 178P/Хага — Белла
Комета Хага — Белла (178P/Hug–Bell) — короткопериодическая комета из семейства Юпитера, которая была обнаружена 10 декабря 1999 года американскими астрономами Гари Хагом и Грэмом Беллом в обсерватории Фарпоинт, когда они выполняли рутинную работу по поиску астероидов с помощью своего автоматического 12-дюймового телескопа системы Шмидта–Кассегрена и ПЗС-камеры. Она была описана как диффузный объект 18,8 m звёздной величины с небольшим хвостом. Она считается первой кометой, открытой астрономами-любителями. Вскоре комета была обнаружена на более ранних снимках, что позволило рассчитать её орбиту. В результате объект официально был признан кометой всего через два дня после открытия. Комета обладает довольно коротким периодом обращения вокруг Солнца — чуть более 7,0 года.

Орбита кометы Хага — Белла и её положение в Солнечной системе